# Осаново (Вологодская область)
Осаново — деревня в Сокольском районе Вологодской области на реке Корбанка.
Входит в состав Воробьёвского сельского поселения, с точки зрения административно-территориального деления — в Воробьёвский сельсовет. Расположена к северу от автодороги А123.
Расстояние по автодороге до районного центра Сокола — 60 км, до центра муниципального образования Воробьёва — 4 км. Ближайшие населённые пункты — Малые Ивановские, Горка, Алексино, Ядрово, Преображенское, Виторьево, Кощеево.
По переписи 2002 года население — 9 человек.